# Wolfgang Gans
Wolfgang Gans (* 14. Februar 1946) ist ein ehemaliger deutscher Boxer.

## Leben
Gans gab seinen Einstand als Berufsboxer Ende August 1973 mit einem Sieg über Karl Furcht. Erstmals geschlagen geben musste er sich Mitte März 1974, als er in Köln gegen Gray Ibekwe aus Nigeria verlor. Im Juni 1974 gelang Gans in Lübeck ein überzeugender Abbruchsieg über den früheren Weltmeister Mando Ramos.
Gans bestritt Kämpfe im europäischen Ausland (Belgien, Spanien, Frankreich, Österreich und Dänemark), zu seinem ersten Titelkampf kam er Ende September 1975. In Ketsch traf er auf Peter Wulf, den deutschen Meister im Superweltergewicht. Der Kampf endete unentschieden, Wulf blieb somit Meister.
Nach drei Niederlagen sowie einem Sieg (Rückkampf gegen Gray Ibekwe) stand Gans im Mai 1976 mit dem deutschen Mittelgewichtsmeister Frank Reiche im Ring. Wieder gab es ein Unentschieden. Im Dezember 1977 bestritten Gans und Reiche einen Rückkampf, erneut stand der deutsche Meistertitel im Mittelgewicht auf dem Spiel. Ausgetragen wurde der Kampf in der Hamburger Ernst-Merck-Halle. Reiche, der eigener Aussage nach während des Duells an Aufgabe dachte, gewann nach Punkten und blieb in Besitz des Titels. Gans wurde vom ebenfalls aus Berlin stammenden Reiche zwar eine starke Schlagkraft, ein gutes Auge und hervorragende Reflexe bescheinigt, allerdings ließ er die sich während des Kampfes bietenden Gelegenheiten, Reiche vorzeitig zu besiegen, ungenutzt. Nach der Niederlage von Hamburg kam Gans’ Karriere nicht mehr in Schwung. Vier der fünf Kämpfe, die bis Mai 1979 als Berufsboxer noch bestritt, gingen verloren. Darunter war auch ein weiterer Titelkampf: Im Mai 1978 verlor er gegen Jean-André Emmerich nach Punkten, es ging dabei um die deutsche Meisterschaft im Juniormittelgewicht.